# Grant megye (Louisiana)
Grant megye az Amerikai Egyesült Államokban, azon belül Louisiana államban található. Megyeszékhelye és legnagyobb városa Colfax. Lakosainak száma 22 169 fő (2020. április 1.). Grant megye Winn, La Salle, Rapides és Natchitoches megyékkel határos.

## Népesség
A megye népességének változása:
| Lakosok száma | 22 321 | 22 083 | 22 062 | 22 030 | 22 343 | 22 169 |
|               | 2010   | 2011   | 2012   | 2013   | 2015   | 2020   |